# Religador

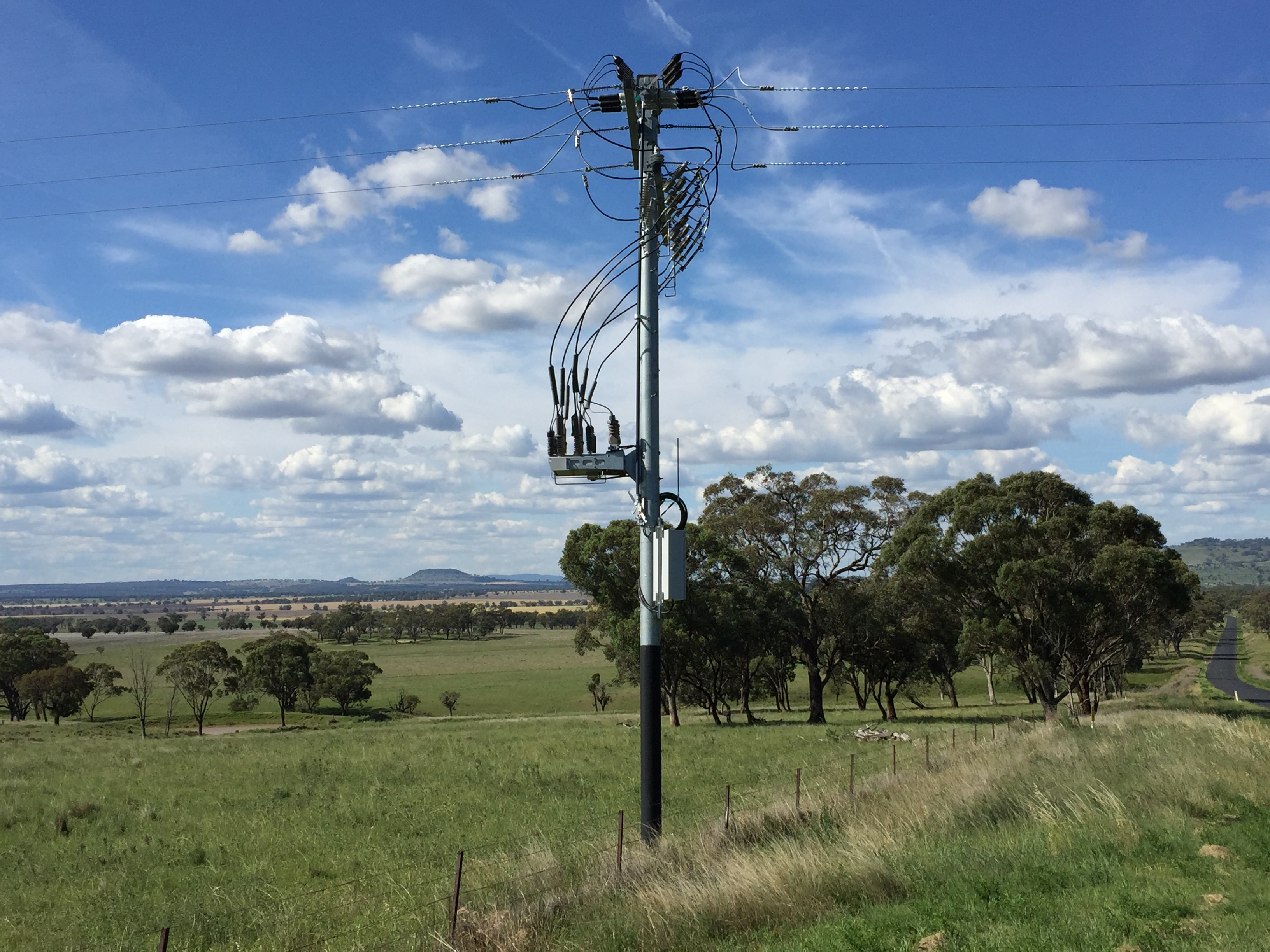
Religador em área rural

Religador é um equipamento utilizado em redes aéreas de distribuição de energia com a função de protegê-las contra surtos de energia e problemas transitórios, buscando reduzir o tempo de interrupção de fornecimento de energia nos casos de problemas não permanentes.
Este tipo de atuação parte do princípio de que, no caso de linhas aéreas de distribuição ou transmissão, a maioria dos defeitos são transitórios, provocados por toques de partes de plantas nas linhas, induzidas por rajadas de vento. ou por materiais sendo levados pelo vento. Assim sendo, o desligamento e posterior religamento (após um tempo necessário para a extinção do arco elétrico ou para a remoção natural dos materiais que provocaram o curto-circuito) são suficientes para evitar grandes problemas no sistema elétrico, e se reduz drasticamente a indisponibilidade de energia para os consumidores ligados à linha em questão.
Os religadores podem ser classificados quanto ao meio de interrupção de arco em:
- Interrupção em óleo
- Interrupção em gás SF6
- Interrupção em vácuo

## Princípio de funcionamento
Um religador detecta um problema na linha e desliga automaticamente a energia. Um instante depois (a duração pode ser percebida apenas como o piscar de uma lâmpada), o religador volta a ligar a energia, mas se o problema ainda estiver presente, ele desliga novamente. Se o problema ainda estiver presente após uma série de ciclos programados de aberturas e fechamentos, o equipamento considera o problema como permanente e permanece desligado. A concessionária de energia deve enviar uma equipe ao local para então consertar o problema na linha e rearmar manualmente (ou via telecomando) o religador para restaurar o fornecimento de energia.

## Tipos de religadores
Existem vários tipos de religadores:
• Religadores monofásicos - Os religadores monofásicos são usados para proteger linhas monofásicas como ramificações ou derivações de um alimentador trifásico. 
• Religadores trifásicos - Os  religadores trifásicos são usados em circuitos trifásicos para melhorar a confiabilidade do sistema e quando o bloqueio de todas as três fases é necessário no caso de qualquer falha permanente, a fim de evitar a fase única de cargas trifásicas, tais como motores trifásicos grandes. A seleção do religador é baseada nas classificações elétricas necessárias, no meio de interrupção e isolamento e na seleção de controle hidráulico ou eletrônico.

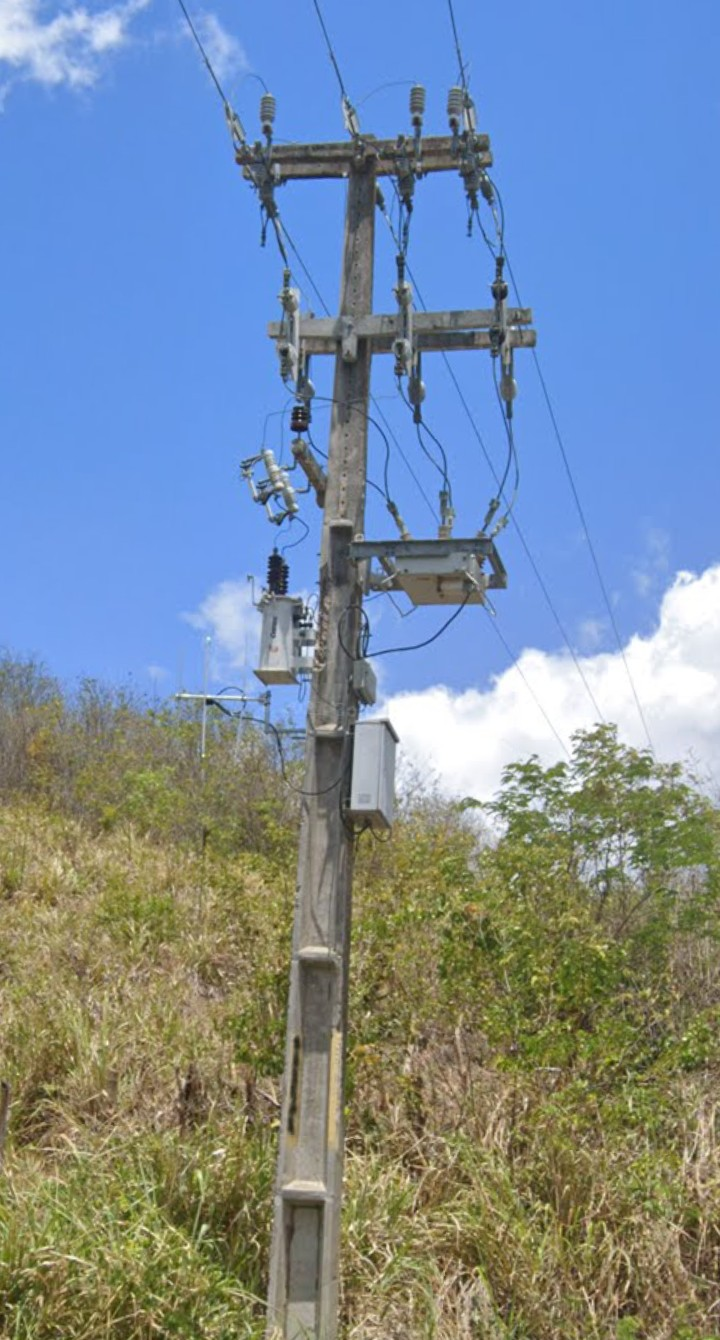
Religador trifásico de média tensão instalado em um poste de energia próximo a cidade de Palmácia, no Ceará

• Religadores triplos - Religadores triplos possuem tanques com buchas de desarme separados, são controlados eletronicamente e têm três modos de operação: desarme trifásico com desenergização trifásica, desarme monofásico com desenergização trifásica e desarme monofásico com desenergização monofásica.

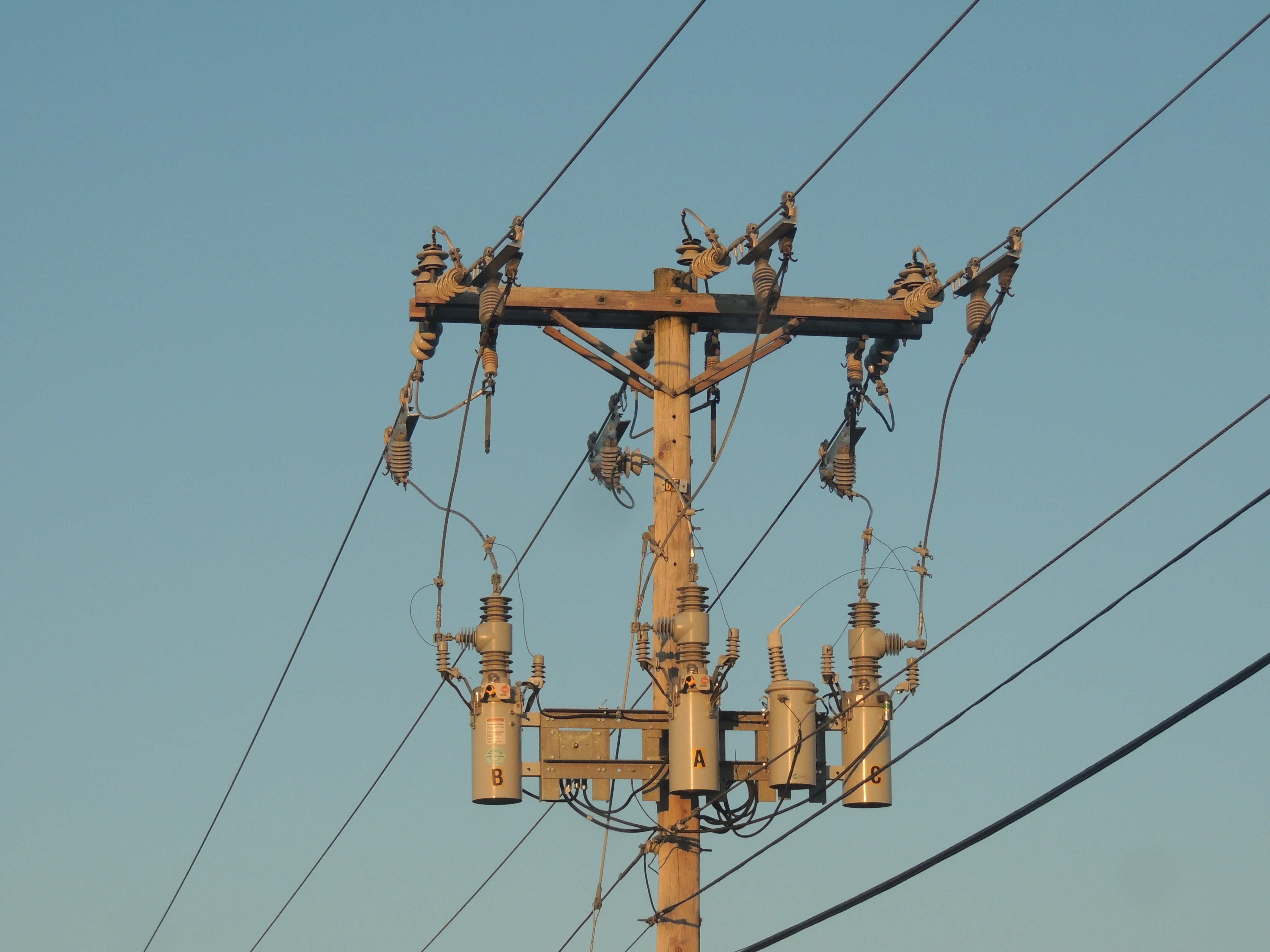
Religador triplo modelo SPEAR, fabricado pela Eaton. Note os tanques e buchas separados

• Religadores hidráulicos - Os religadores hidráulicos ainda são usados na maioria das redes monofásicas e em alguns alimentadores trifásicos, sendo o tipo mais antigo de religador. Ele é constituído por um tanque de óleo isolante com um sistema interno de controles de sobrecorrente, bobinas e pistões de desarme conectadas em série com a linha. Possuem 6 terminais trifásicos fixos na tampa superior do tanque, abaixo deles, as bobinas e atuadores hidráulicos imersos em óleo isolante.

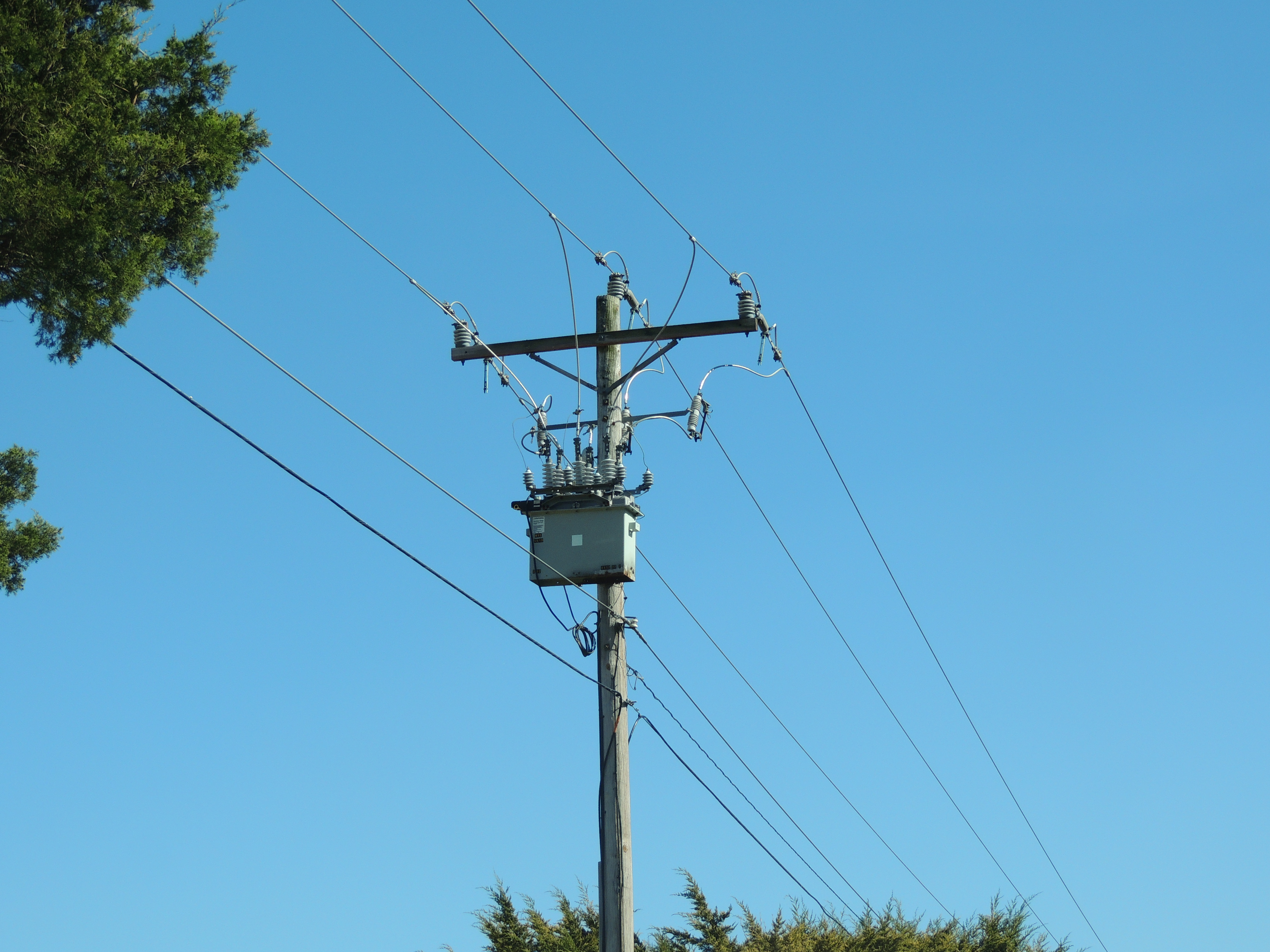
Religador hidráulico modelo WVE, da Cooper Power Systems

• Religador com controle microprocessado ou eletrônico - Esses religadores possuem controles baseados em microprocessador e/ou eletrônicos alojados em um gabinete separado do religador e convenientemente permitem alterações nas configurações operacionais. Uma ampla gama de acessórios está disponível para personalizar a operação básica, resolvendo muitos problemas de aplicação.
Em comparação com o religador hidráulico, eles são mais flexíveis, mais facilmente personalizados e programados, e têm funcionalidades avançadas de proteção, medição e automação da rede.
Os controles microprocessados normalmente utilizam software de interface baseado em PC para ajustar as configurações de controle, gravar informações de medição e estabelecer parâmetros de comunicação. Eles também fornecem ferramentas de análise que incluem localização de falhas, gravação de eventos e funções de oscilografia.
Religadores com controles eletrônicos começaram a ser usados desde meados da década de 1980 e ainda podem estar em operação até hoje nos dias atuais.